# Ramalina leptocarpha
Ramalina leptocarpha är en lavart som beskrevs av Tuck. Ramalina leptocarpha ingår i släktet Ramalina och familjen Ramalinaceae.   Inga underarter finns listade i Catalogue of Life.